# FC Emmen in het seizoen 2011/12
Het seizoen 2011/2012 was het 27e jaar in het betaalde voetbal van de Emmer voetbalclub FC Emmen. De club kwam uit in de Nederlandse Eerste Divisie en nam deel aan het toernooi om de KNVB beker.

## Algemeen
Doordat trainer René Hake met een zeer beperkt budget een spelersselectie moet samenstellen en hij als gevolg daarvan pas na aanvang van het seizoen zijn spelersselectie kan complementeren, sprak de club vooraf geen sportieve doelstelling uit. De totale begroting is beraamd op € 2,3 miljoen. In de eerste periode wordt slechts één punt behaald. In de tweede periode volgt een opleving, de ploeg doet tot op de laatste speeldag mee om de periodetitel. In augustus wordt algemeen directeur Gerrit Volkers getroffen door een hartinfarct, waarna hij zijn taken tijdelijk overdraagt aan oud-directeur Johan Stuulen. In januari 2012 wordt bekend dat de club in grote financiële problemen verkeerd, waarop de Raad van Commissarissen besluit definitief te breken met Volkers. Per 1 februari volgt Jacob Paas hem op. In januari krijgt de club van de KNVB twee keer drie punten in mindering omdat de club voor een tweede en derde keer niet voldaan had aan de verplichtingen. Op 7 februari stelt de gemeente oud-bestuurder Ronald Lubbers aan om de club te behoeden voor het verliezen van de licentie voor het spelen van betaald voetbal. Daartoe moet Lubbers op 9 februari aantonen € 500.000 voor de club te hebben binnengehaald. Hij slaagt in deze missie, waarmee FC Emmen, in ieder geval voorlopig, gered is. Met de sportieve prestaties gaat het vervolgens snel bergafwaarts; er worden uiteindelijk liefst vier negatieve clubrecords verbroken; er worden slechts 24 doelpunten gemaakt, er worden elf wedstrijden op rij verloren, er wordt 881 minuten op rij geen doelpunt gemaakt en (mede door de puntenaftrek) worden er slechts 17 punten behaald. Dit resulteert uiteindelijk in een laatste plaats in de competitie.
Op 26 april wordt bekend dat trainer René Hake de club aan het einde van het seizoen gaat verlaten. Op 27 april maakt Ronald Lubbers de voorlopige resultaten van zijn Operatie Schoon Schip bekend. Naast Hake vertrekken ook interim-directeur Jacob Paas en de volledige Raad van Commissarissen. De participanten van het spelersfonds 'Trots van Drenthe' zien af van hun rechten op een totaalbedrag van bijna twee miljoen euro en het fonds wordt opgeheven. Tevens besluit de gemeente de aflossing van een van de leningen voor tien jaar op te schorten en doet zij haar prioriteitsaandelen in het stadion en de club over aan Ronald Lubbers. Hierbij verkrijgt Lubbers tevens de rechten om het stadion en de omliggende gronden verder te ontwikkelen.

## Resultaten

### Seizoensresultaten
FC Emmen in de Eerste divisie 2011/12:
| Stand | Gespeeld | Gewonnen | Gelijk | Verloren | Punten | Doelpunten voor | Doelpunten tegen | Gele kaarten | Rode kaarten | Geelrode kaarten | Gemiddeld aantal toeschouwers |
| ----- | -------- | -------- | ------ | -------- | ------ | --------------- | ---------------- | ------------ | ------------ | ---------------- | ----------------------------- |
| 18    | 34       | 6        | 5      | 24       | 17*    | 24              | 73               | 58           | 5            | 2                | 2348                          |

* Zes punten in mindering (wegens niet voldoen aan eisen KNVB).

### Wedstrijdresultaten

#### Eerste Divisie
|                                                                   |                                                         |               |          | |
| 5 augustus 2011, 20:00                                            | FC Eindhoven                                            | 3 - 0 (1 - 0) | FC Emmen | Opstelling FC Emmen: |
| Jan Louwers Stadion, Eindhoven 1.903 toeschouwers Arbiter: Abbink | Serhat Koç 13' Josemar Makiavala 48' Rob van Boekel 89' |               |          | Zeinstra, Kunst, Fischer (46' Koenders), De Groot, Metaj, Velda, De Visscher, Mravec (65' Görtz), Rosario Almeida, Ter Heide, Wolters (80' Poldervaart) |

|                                                           |                           |               |                   | |
| 12 augustus 2011, 20:00                                   | FC Emmen                  | 1 - 1 (1 - 1) | FC Dordrecht      | Opstelling FC Emmen: |
| Univé Stadion, Emmen 2.418 toeschouwers Arbiter: Lindhout | Ruud ter Heide (str.) 14' |               | 41' Cecilio Lopes | Zeinstra, Kunst, Bart de Groot (69' Fischer), Görtz, Koenders (83' De Vries), Velda (73' Bemba), Poldervaart, Metaj, Rosario Almeida, Ter Heide, De Visscher |

|                                                              |                                                                        |               |                                                | |
| 19 augustus 2011, 20:00                                      | Fortuna Sittard                                                        | 4 - 1 (0 - 0) | FC Emmen                                       | Opstelling FC Emmen: |
| Trendwork Arena, Sittard 5.106 toeschouwers Arbiter: Ketting | Wouter Scheelen 59' Richard Stolte 67' Danny Hoesen 75' Kévin Diaz 90' |               | 63' Elson do Rosario Almeida 89' Mike Koenders | Zeinstra, Kunst, De Groot (85' Fischer), Görtz, Koenders, De Vries, De Visscher, Metaj (81' Bemba), Rosario Almeida, Ter Heide, Wolters |

|                                                        |                            |               |                                                                          | |
| 29 augustus 2011, 20:00                                | FC Emmen                   | 1 - 3 (1 - 1) | FC Oss                                                                   | Opstelling FC Emmen: |
| Univé Stadion, Emmen 1.253 toeschouwers Arbiter: Honig | Zdenko Kaprálik (e.d.) 41' |               | 45' Marcel van der Sloot 56' Marcel van der Sloot 76' Christopher Bieber | Zeinstra, Kunst, De Groot, Görtz, Sterk, De Vries, De Visscher, Metaj (68' Fischer), Rosario Almeida, Ter Heide, Wolters |

|                                                            |          |               |                                         | |
| 9 september 2011, 20:00                                    | FC Emmen | 0 - 2 (0 - 1) | Willem II                               | Opstelling FC Emmen: |
| Univé Stadion, Emmen 3.038 toeschouwers Arbiter: Braamhaar |          |               | 41' Donny de Groot 47' Rowin van Zaanen | Zeinstra, Kunst, Fischer, Görtz, Sterk, De Vries (62' Seymonson), De Groot, Metaj (65' Mravec), De Visscher, Ter Heide, Wolters (74' Rosario Almeida) |

|                                                             |                                                  |               |          | |
| 18 september 2011, 20:00                                    | SC Veendam                                       | 3 - 0 (0 - 0) | FC Emmen | Opstelling FC Emmen: |
| De Langeleegte, Veendam 3.040 toeschouwers Arbiter: Sanders | Anco Jansen 54' Danny Menting 64' Mitch Apau 90' |               |          | Zeinstra, Kunst, Fischer (72' Rosario Almeida), Görtz, Sterk, De Vries, De Groot, Metaj (61' Poldervaart), De Visscher, Ter Heide, Wolters |

|                                                         |          |               |                                                                           | |
| 24 september 2011, 19:30                                | FC Emmen | 0 - 4 (0 - 2) | FC Volendam                                                               | Opstelling FC Emmen: |
| Univé Stadion, Emmen 1.775 toeschouwers Arbiter: Higler |          |               | 21' Achmed Ahahaoui 28' Jack Tuyp 73' Achmed Ahahaoui 81' Achmed Ahahaoui | Zeinstra, Kunst, Fischer, Görtz (46' Mravec), Sterk, De Vries, De Groot (68' Rosario Almeida), Metaj, De Visscher, Ter Heide, Poldervaart (79' Wolters) |

|                                                                  |                                                             |               |                   | |
| 30 september 2011, 20:00                                         | SC Cambuur                                                  | 2 - 1 (0 - 1) | FC Emmen          | Opstelling FC Emmen: |
| Cambuur Stadion, Leeuwarden 5.471 toeschouwers Arbiter: Lindhout | Erik Bakker (str.) 73' Erik Bakker (str.) 89' Léon Hese 90' |               | 41' Randy Wolters | Zeinstra, Kunst, Fischer, Görtz, Sterk, De Vries, Mravec (90' Bemba), Metaj (90' Ter Heide), De Visscher, Rosario Almeida, Poldervaart (39' Wolters) |

|                                                                          |                     |               |                         | |
| 14 oktober 2011, 20:00                                                   | AGOVV Apeldoorn     | 0 - 1 (0 - 0) | FC Emmen                | Opstelling FC Emmen: |
| Sportpark Berg & Bos, Apeldoorn 2.618 toeschouwers Arbiter: Van de Graaf | Thomas De Corte 90' |               | 81' Jeffrey de Visscher | Zeinstra, Kunst, Fischer, Görtz, Sterk (69' Koenders), De Vries (46' Bemba), Mravec (63' Poldervaart), Metaj, De Visscher, Ter Heide, Wolters |

|                                                          |                                            |               |                                  | |
| 22 oktober 2011, 19:30                                   | FC Emmen                                   | 2 - 2 (1 - 2) | Almere City FC                   | Opstelling FC Emmen: |
| Univé Stadion, Emmen 2.683 toeschouwers Arbiter: Ketting | Jorrit Kunst 17' Ruud ter Heide (str.) 76' |               | 29' Thijs Sluijter 43' Cees Toet | Zeinstra, Kunst, Fischer, (77' De Groot), Görtz, Sterk (51' Koenders), De Vries, Bemba, Metaj, De Visscher, Ter Heide, Poldervaart (69' Wolters) |

|                                                                           |                                                                                              |               |                                       | |
| 31 oktober 2011, 20:00                                                    | FC Den Bosch                                                                                 | 5 - 1 (2 - 0) | FC Emmen                              | Opstelling FC Emmen: |
| Stadion De Vliert, 's-Hertogenbosch 3.788 toeschouwers Arbiter: Bekebrede | Paco van Moorsel 25' Danny Verbeek 45' Tom van Weert 49' Tom van Weert 51' Danny Verbeek 87' |               | 88' Randy Wolters 90' Johnny de Vries | Zeinstra, Kunst, Fischer, Görtz, Koenders, De Vries, Bemba, Metaj (62' De Groot), De Visscher, Ter Heide (62' Rosario Almeida), Poldervaart (62' Wolters) |

|                                                        |                                                            |               |                                    | |
| 4 november 2011, 20:00                                 | FC Emmen                                                   | 3 - 2 (2 - 0) | Go Ahead Eagles                    | Opstelling FC Emmen: |
| Univé Stadion, Emmen 2.913 toeschouwers Arbiter: Honig | Ruud ter Heide 8' Jeffrey de Visscher 9' Bart de Groot 65' |               | 67' Joey Suk 76' Patrick Gerritsen | Zeinstra, Kunst, Fischer, Görtz, Koenders, De Groot, Bemba (64' Poldervaart), Metaj, De Visscher, Ter Heide (54' Rosario Almeida), Wolters (73' Velda) |

|                                                         |                                       |               |                     | |
| 25 november 2011, 20:00                                 | FC Emmen                              | 2 - 1 (0 - 1) | MVV Maastricht      | Opstelling FC Emmen: |
| Univé Stadion, Emmen 2.848 toeschouwers Arbiter: Abbink | Ruud ter Heide 63' Sander Fischer 89' |               | 28' Michael la Rosa | Zeinstra, Kunst, De Groot, Fischer, Sterk (70' Koenders), Bemba, Poldervaart (90' Mravec), Metaj (60' Velda), De Visscher, Ter Heide, Wolters |

|                                                                 |                   |               |                   | |
| 29 november 2011, 20:00                                         | Sparta Rotterdam  | 1 - 1 (1 - 1) | FC Emmen          | Opstelling FC Emmen: |
| Sparta-Stadion, Rotterdam 6.236 toeschouwers Arbiter: Gerritsen | Jeremy Bokila 36' |               | 10' Randy Wolters | Zeinstra, Kunst, De Groot, Fischer, Sterk, Bemba, Poldervaart (88' Mravec), Metaj (46' Velda), De Visscher (90' Rosario Almeida), Ter Heide, Wolters |

Bijzonderheid: de wedstrijd werd op 21 november 2011 na 15 minuten gestaakt wegens hevige mist, het restant werd gespeeld op 29 november 2011.
|                                                         |               |               |                                            | |
| 2 december 2011, 20:00                                  | Helmond Sport | 0 - 1 (0 - 0) | FC Emmen                                   | Opstelling FC Emmen: |
| Lavans Stadion, Helmond 2.391 toeschouwers Arbiter: Bax |               |               | 62' Sander Fischer 83' Jeffrey de Visscher | Zeinstra, Kunst, De Groot, Fischer, Sterk (46' Koenders), Bemba, Poldervaart (89' Mravec), Metaj (74' Velda), De Visscher, Ter Heide, Wolters |

|                                                            |                           |               |                                        | |
| 9 december 2011, 20:00                                     | FC Emmen                  | 1 - 2 (1 - 1) | FC Zwolle                              | Opstelling FC Emmen: |
| Univé Stadion, Emmen 4.721 toeschouwers Arbiter: Braamhaar | Ruud ter Heide (str.) 39' |               | 22' Nassir Maachi 54' Furdjel Narsingh | Zeinstra, Kunst, Fischer, Görtz, Koenders (75' Sterk), Velda (75' Mravec), Bemba, De Groot, Poldervaart (83' Emmanouil), Ter Heide, Wolters |

|                                                                       |                                      |               |                   | |
| 16 december 2011, 20:00                                               | Telstar                              | 2 - 1 (1 - 1) | FC Emmen          | Opstelling FC Emmen: |
| TATA Steel Stadion, Velsen-Zuid 2.133 toeschouwers Arbiter: Bekebrede | Jergé Hoefdraad 17' Kevin Brands 90' |               | 8' Shkodran Metaj | Zeinstra, Kunst, Fischer, Görtz, Sterk, Velda (66' Koenders), De Groot, Metaj, Poldervaart (48' Huntink), Ter Heide, Wolters |

|                                                                 |                           |               |                    | |
| 13 januari 2012, 20:00                                          | FC Oss                    | 1 - 1 (0 - 0) | FC Emmen           | Opstelling FC Emmen:                                                                                                |
| Heesen Yachts Stadion, Oss 2.078 toeschouwers Arbiter: Lindhout | Marcel van der Sloot 80+' |               | 80' Shkodran Metaj | Zeinstra, Kunst, Fischer, Görtz, Koenders, Huntink, Velda, Bemba (66' Sterk), De Groot, Metaj, Wolters (77' Mravec) |

|                                                        |               |               |                 | |
| 20 januari 2012, 20:00                                 | FC Emmen      | 1 - 0 (1 - 0) | AGOVV Apeldoorn | Opstelling FC Emmen: |
| Univé Stadion, Emmen 1.865 toeschouwers Arbiter: Heida | Kay Velda 39' |               |                 | Zeinstra, Kunst, Fischer, Görtz, Koenders, Velda (90' Mravec), Bemba (78' Huntink), De Groot, Metaj (85' Sterk), De Visscher, Wolters |

|                                                                                 |                                         |               |                         | |
| 27 januari 2012, 20:00                                                          | Almere City FC                          | 2 - 0 (1 - 0) | FC Emmen                | Opstelling FC Emmen: |
| Mitsubishi Forklift-Stadion, Almere 1.000 toeschouwers Arbiter: Van den Kerkhof | Mikhail Rosheuvel 29' Serdar Öztürk 88' |               | 51' Jeffrey de Visscher | Zeinstra, Kunst, Fischer, Görtz, Koenders, Bemba (46' Sterk), De Groot, Velda (74' Rojer), Metaj (61' Huntink), De Visscher, Wolters |

|                                                            |                  |               |                                        | |
| 20 februari 2012, 20:00                                    | FC Emmen         | 1 - 2 (0 - 1) | FC Den Bosch                           | Opstelling FC Emmen: |
| Univé Stadion, Emmen 2.005 toeschouwers Arbiter: Gerritsen | Marijn Sterk 86' |               | 17' Ralf Seuntjens 54' Bart van Brakel | Zeinstra, Kunst, Fischer, Koenders, Sterk, Velda, Bemba (68' Görtz), De Groot, Boztepe, Rojer (60' Jongebloet), Wolters |

|                                                          |                                      |               |                  | |
| 24 februari 2012, 20:00                                  | FC Emmen                             | 2 - 1 (0 - 0) | SC Cambuur       | Opstelling FC Emmen: |
| Univé Stadion, Emmen 2.606 toeschouwers Arbiter: Ketting | Bart de Groot 85' Sander Fischer 90' |               | 71' Bob Schepers | Zeinstra, Kunst (25' Velda), Fischer, Görtz, Koenders, De Groot, Boztepe (80' Rosario Almeida), Metaj, Sterk, Rojer (60' Jongebloet), Wolters |

|                                                           | |               |          | |
| 27 februari 2012, 20:00                                   | MVV Maastricht | 6 - 0 (3 - 0) | FC Emmen | Opstelling FC Emmen: |
| Geusselt, Maastricht 4.078 toeschouwers Arbiter: Lindhout | Malcolm Esajas 17' Tom Daemen (str.) 31' Prince Rajcomar 43' Fabio Caracciolo 63' Leroy Labylle 73' Lloyd Borgers 87' |               |          | Zeinstra, Görtz, Fischer, De Groot, Koenders, Velda, Metaj (46' Halfhuid), Sterk, Boztepe (46' Jongebloet), Rojer (75' Mravec), Wolters |

|                                                                      |                                                                                           |               |                    | |
| 2 maart 2012, 20:00                                                  | Willem II                                                                                 | 5 - 0 (3 - 0) | FC Emmen           | Opstelling FC Emmen: |
| Koning Willem II Stadion, Tilburg 8.650 toeschouwers Arbiter: Lardot | Mark Höcher 5' Robbie Haemhouts 29' Arjan Swinkels 30' Arjan Swinkels 46' Istvan Bakx 53' |               | 46' Shkodran Metaj | Zeinstra, Huntink (54' Wolters), Görtz, Halfhuid, Koenders (46' Mravec), Velda, De Groot, Metaj, De Visscher, Rojer (80' Boztepe), Jongebloet |

|                                                         |          |               |                                   | |
| 5 maart 2012, 20:00                                     | FC Emmen | 0 - 2 (0 - 1) | SC Veendam                        | Opstelling FC Emmen: |
| Univé Stadion, Emmen 3.186 toeschouwers Arbiter: Abbink |          |               | 31' Jonathan Opoku 52' Dan Romann | Zeinstra, Kunst, Fischer, Halfhuid, Görtz, De Groot, Jongebloet (69' Rosario Almeida), Mravec (83' Velda), De Visscher (75' Boztepe), Rojer, Wolters |

|                                                               |          |               |                     | |
| 9 maart 2012, 20:00                                           | FC Emmen | 0 - 1 (0 - 1) | FC Eindhoven        | Opstelling FC Emmen: |
| Univé Stadion, Emmen 1.867 toeschouwers Arbiter: Van de Graaf |          |               | 23' Sjors Paridaans | Zeinstra, Kunst, Fischer, Görtz, Koenders, De Groot, Bemba (59' Boztepe), Mravec (70' Metaj), De Visscher, Rojer (76' Jongebloet), Rosario Almeida |

|                                                             |                                                    |               |          | |
| 16 maart 2012, 20:00                                        | FC Dordrecht                                       | 3 - 0 (1 - 0) | FC Emmen | Opstelling FC Emmen: |
| GN Bouw Stadion, Dordrecht 1.921 toeschouwers Arbiter: Otto | Tom Beugelsdijk 33' Santy Hulst 79' Danny Post 83' |               |          | Zeinstra, Kunst, Fischer, Görtz, Koenders, Bemba (73' Metaj), De Groot, Mravec (46' Jongebloet), De Visscher, Rojer, Wolters (73' Boztepe) |

|                                                        |          |               |                                                                              | |
| 23 maart 2012, 20:00                                   | FC Emmen | 0 - 4 (0 - 1) | Fortuna Sittard                                                              | Opstelling FC Emmen: |
| Univé Stadion, Emmen 1.764 toeschouwers Arbiter: Heida |          |               | 41' Jorrit Kunst (e.d.) 54' Danny Hoesen 74' Danny Hoesen 83' Harrie Gommans | Zeinstra, Kunst, Fischer, Görtz (63' Metaj), Koenders, Bemba (70' Jongebloet), De Groot, Boztepe, De Visscher, Rojer, Wolters (80' Poldervaart) |

|                                                           |                      |               |                 | |
| 30 maart 2012, 20:00                                      | FC Emmen             | 0 - 1 (0 - 1) | Helmond Sport   | Opstelling FC Emmen: |
| Univé Stadion, Emmen 1.582 toeschouwers Arbiter: Kamphuis | Arsenio Halfhuid 48' |               | 30' Erik Quekel | Zeinstra, Kunst, Fischer, Halfhuid, Görtz, Bemba ('74 Huntink), De Groot, Boztepe (46' Metaj), De Visscher, Rojer (69' Jongebloet), Wolters |

|                                                                 |                   |               |          | |
| 6 april 2012, 20:00                                             | FC Zwolle         | 1 - 0 (0 - 0) | FC Emmen | Opstelling FC Emmen: |
| FC Zwolle Stadion, Zwolle 9.162 toeschouwers Arbiter: Bekebrede | Nassir Maachi 57' |               |          | Zeinstra, Kunst, Fischer, Görtz, Koenders (77' Metaj), Bemba (84' Boztepe), Velda, De Groot, De Visscher, Rojer (67' Jongebloet), Wolters |

|                                                                 |               |               |                               | |
| 9 april 2012, 20:00                                             | FC Emmen      | 0 - 2 (0 - 1) | Telstar                       | Opstelling FC Emmen: |
| Univé Stadion, Emmen 1.033 toeschouwers Arbiter: Van den Heuvel | Kay Velda 51' |               | 30' Johan Plat 67' Johan Plat | Zeinstra, Kunst, De Groot, Görtz, Koenders, Bemba, Velda, Metaj (83' Huntink), De Visscher (46' Rojer), Jongebloet (74' Boztepe), Wolters |

|                                                            |                                                                     |               |                    | |
| 13 april 2012, 20:00                                       | FC Volendam                                                         | 3 - 1 (2 - 0) | FC Emmen           | Opstelling FC Emmen: |
| Kras Stadion, Volendam 2.928 toeschouwers Arbiter: Sanders | Maikel van der Werff 9' Michiel Kramer 36' Maikel van der Werff 86' |               | 72' Eldridge Rojer | Zeinstra, Kunst, Fischer, Halfhuid, Görtz, Bemba, De Groot, Metaj (46' Mravec), De Visscher, Jongebloet (46' Rojer), Wolters (90' Boztepe) |

|                                                                  |                   |               |          | |
| 20 april 2012, 20:00                                             | Go Ahead Eagles   | 1 - 0 (1 - 0) | FC Emmen | Opstelling FC Emmen: |
| De Adelaarshorst, Deventer 5.654 toeschouwers Arbiter: Braamhaar | Marnix Kolder 13' |               |          | Zeinstra, Kunst, Fischer, Halfhuid (80' Huntink), Koenders (68' Jongebloet), Bemba (46' Boztepe), Velda, De Groot, De Visscher, Rojer, Wolters |

|                                                        |                  |               |                  | |
| 27 april 2012, 20:00                                   | FC Emmen         | 1 - 1 (1 - 1) | Sparta Rotterdam | Opstelling FC Emmen: |
| Univé Stadion, Emmen 2.361 toeschouwers Arbiter: Honig | Randy Wolters 7' |               | 10' Mario Bilate | Zeinstra, Kunst, Fischer, Halfhuid, Koenders, De Groot, Boztepe (83' Jongebloet), Velda, De Visscher (76' Bemba), Rojer, Wolters |

#### KNVB Beker
|                                                                         |                                                          |               |                              | |
| 21 september 2011, 20:00                                                | FC Eindhoven                                             | 3 - 1 (1 - 0) | FC Emmen                     | Opstelling FC Emmen: |
| Jan Louwers Stadion, Eindhoven 1.100 toeschouwers Arbiter: Van de Graaf | Rob van Boekel 10' Leon Kantelberg 56' Jelle de Bock 60' |               | 51' Elson do Rosario Almeida | Zeinstra, Kunst, Fischer, De Groot (27' Görtz), Sterk, De Vries, Poldervaart (70' Mravec), Metaj, De Visscher (70' Bemba), Rosario Almeida, Wolters |

## Selectie

### Technische staf
| Naam           | Functie           |
| -------------- | ----------------- |
| René Hake      | Hoofdtrainer      |
| Joseph Oosting | Assistent-trainer |
| Jannes Wolters | Assistent-trainer |
| Richard Moes   | Keeperstrainer    |
| Jan Haak       | Verzorger         |
| Wim Mulder     | Verzorger         |

### Spelers en -statistieken
| #     | Land                 | Naam                     | Competitie | Competitie | Beker   | Beker   | Totaal  | Totaal  | Contract tot | Seizoen bij FC Emmen | Vorige club           | Debuut FC Emmen   |         |         |         |         |
| #     | Land                 | Naam                     | W          |            | W       |         | W       |         | Contract tot | Seizoen bij FC Emmen | Vorige club           | Debuut FC Emmen   |         |         |         |         |
|       |                      | Keepers                  | Keepers    | Keepers    | Keepers | Keepers | Keepers | Keepers | Keepers      | Keepers              | Keepers               | Keepers           | Keepers | Keepers | Keepers | Keepers |
| ----- | -------------------- | ------------------------ | ---------- | ---------- | ------- | ------- | ------- | ------- | ------------ | -------------------- | --------------------- | ----------------- | ------- | ------- | ------- | ------- |
| 13    | Vlag van Nederland   | Harmen Kuperus           | 0          | 0          | 0       | 0       | 0       | 0       | 2012         | 1e                   | Willem II             | -                 |         |         |         |         |
| 22    | Vlag van Nederland   | Ismail Oruc              | 0          | 0          | 0       | 0       | 0       | 0       | 2012         | 1e                   | Haaglandia            |                   |         |         |         |         |
| 1     | Vlag van Nederland   | Harm Zeinstra            | 34         | 0          | 1       | 0       | 35      | 0       | 2012 huur    | 3e                   | sc Heerenveen (jeugd) | 18 oktober 2009   |         |         |         |         |
|       |                      | Verdedigers              |            |            |         |         |         |         |              |                      |                       |                   |         |         |         |         |
| 4     | Vlag van Nederland   | Sander Fischer           | 32         | 3          | 1       | 0       | 33      | 3       | 2012         | 3e                   | SC Cambuur            | 22 januari 2010   |         |         |         |         |
| 3     | Vlag van Nederland   | Kevin Görtz              | 29         | 0          | 1       | 0       | 30      | 0       | 2012         | 6e                   | FC Emmen (jeugd)      | 2 maart 2007      |         |         |         |         |
| 20    | Vlag van Nederland   | Bart de Groot            | 32         | 2          | 1       | 0       | 33      | 2       | 2012 huur    | 2e                   | sc Heerenveen (jeugd) | 13 augustus 2010  |         |         |         |         |
| 16    | Vlag van Nederland   | Arsenio Halfhuid         | 7          | 0          | 0       | 0       | 7       | 0       | 2012         | 1e                   | HBS-Craeyenhout       | 27 februari 2012  |         |         |         |         |
| 15    | Vlag van Duitsland   | Mike Koenders            | 25         | 0          | 0       | 0       | 25      | 0       | 2012 huur    | 1e                   | sc Heerenveen (jeugd) | 5 augustus 2011   |         |         |         |         |
| 2     | Vlag van Nederland   | Jorrit Kunst             | 32         | 1          | 1       | 0       | 33      | 1       | 2012         | 1e                   | FC Groningen          | 5 augustus 2011   |         |         |         |         |
| 5     | Vlag van Nederland   | Marijn Sterk             | 18         | 1          | 1       | 0       | 19      | 1       | 2014         | 1e                   | FC Volendam           | 29 augustus 2011  |         |         |         |         |
|       |                      | Middenvelders            |            |            |         |         |         |         |              |                      |                       |                   |         |         |         |         |
| 12    | Vlag van Frankrijk   | Matthieu Bemba           | 24         | 0          | 1       | 0       | 25      | 0       | 2013         | 1e                   | Ermis Aradippou       | 5 augustus 2011   |         |         |         |         |
| 23    | Vlag van Duitsland   | Mehmet Boztepe           | 14         | 0          | 0       | 0       | 14      | 0       | 2012         | 1e                   | Eskisehirspor         | 22 februari 2011  |         |         |         |         |
| 16    | Vlag van Griekenland | Vasileios Emmanouil      | 1          | 0          | 0       | 0       | 1       | 0       | 2012 huur    | 1e                   | sc Heerenveen (jeugd) | 9 december 2011   |         |         |         |         |
| 8     | Vlag van Nederland   | Enzo Huntink             | 8          | 0          | 0       | 0       | 8       | 0       | 2012 huur    | 2e                   | sc Heerenveen (jeugd) | 21 september 2010 |         |         |         |         |
| 18    | Vlag van Nederland   | Shkodran Metaj           | 29         | 2          | 1       | 0       | 30      | 1       | 2014         | 1e                   | FC Groningen          | 5 augustus 2011   |         |         |         |         |
| 17    | Vlag van Slowakije   | Michal Mravec            | 17         | 0          | 1       | 0       | 18      | 0       | 2013         | 1e                   | Sporting Kansas City  | 5 augustus 2011   |         |         |         |         |
| 10    | Vlag van Nederland   | Michel Poldervaart       | 15         | 0          | 1       | 0       | 16      | 0       | 2012         | 3e                   | sc Heerenveen (jeugd) | 7 augustus 2009   |         |         |         |         |
| 6     | Vlag van Nederland   | Kay Velda                | 20         | 1          | 0       | 0       | 20      | 1       | 2012         | 2e                   | PSV (jeugd)           | 29 oktober 2010   |         |         |         |         |
| 8     | Vlag van Nederland   | Johnny de Vries          | 10         | 0          | 1       | 0       | 11      | 0       | 2012 huur    | 2e                   | sc Heerenveen (jeugd) | 20 augustus 2010  |         |         |         |         |
|       |                      | Aanvallers               |            |            |         |         |         |         |              |                      |                       |                   |         |         |         |         |
| 14    | Vlag van Nederland   | Elson do Rosario Almeida | 14         | 1          | 1       | 1       | 15      | 2       | 2013         | 1e                   | FC Utrecht (jeugd)    | 5 augustus 2011   |         |         |         |         |
| 9     | Vlag van Nederland   | Ruud ter Heide           | 17         | 5          | 0       | 0       | 17      | 5       | 2014         | 3e                   | SC Cambuur            | 22 januari 2010   |         |         |         |         |
| 21    | Vlag van Nederland   | Renaldo Jongebloet       | 14         | 0          | 0       | 0       | 14      | 0       | 2012         | 1e                   | FC Dordrecht          | 22 februari 2012  |         |         |         |         |
| 21; 9 | Vlag van Nederland   | Eldridge Rojer           | 15         | 1          | 0       | 0       | 15      | 1       | 2012         | 2e                   | FC Zwolle             | 13 augustus 2010  |         |         |         |         |
| 16    | Vlag van Nederland   | Ernesto Seymonson        | 1          | 0          | 0       | 0       | 1       | 0       | 2012 huur    | 2e                   | sc Heerenveen (jeugd) | 9 september 2011  |         |         |         |         |
| 7     | Vlag van Nederland   | Jeffrey de Visscher      | 28         | 2          | 1       | 0       | 29      | 2       | 2013         | 3e                   | SC Cambuur            | 19 augustus 2001  |         |         |         |         |
| 11    | Vlag van Nederland   | Randy Wolters            | 32         | 4          | 1       | 0       | 33      | 4       | 2012         | 2e                   | FC Utrecht            | 4 februari 2011   |         |         |         |         |

### Mutaties

#### Aangetrokken
Zomer
|                      | Naam                     | Vorige club          | Transfersom  | Contract | Bijzonderheden                                                 |
| -------------------- | ------------------------ | -------------------- | ------------ | -------- | -------------------------------------------------------------- |
| Vlag van Nederland   | Elson do Rosario Almeida | FC Utrecht           | transfervrij | 2013     |                                                                |
| Vlag van Frankrijk   | Matthieu Bemba           | Ermis Aradippou      | transfervrij | 2012     |                                                                |
| Vlag van Griekenland | Vasileios Emmanouil      | sc Heerenveen        | gehuurd      | 2012     |                                                                |
| Vlag van Nederland   | Bart de Groot            | sc Heerenveen        | gehuurd      | 2012     | opnieuw gehuurd                                                |
| Vlag van Duitsland   | Mike Koenders            | sc Heerenveen        | gehuurd      | 2012     |                                                                |
| Vlag van Nederland   | Jorrit Kunst             | FC Groningen         | transfervrij | 2012     |                                                                |
| Vlag van Nederland   | Harmen Kuperus           | Willem II            | transfervrij | 2012     |                                                                |
| Vlag van Nederland   | Shkodran Metaj           | FC Groningen         | gehuurd      | 2014     | per zomer 2012 onder contract bij FC Emmen                     |
| Vlag van Slowakije   | Michal Mravec            | Sporting Kansas City | transfervrij | 2013     |                                                                |
| Vlag van Nederland   | Randy Rustenberg         | AGOVV Apeldoorn      | transfervrij | 2012     | voor seizoensstart vertrokken                                  |
| Vlag van Nederland   | Ernesto Seymonson        | sc Heerenveen        | gehuurd      | 2012     |                                                                |
| Vlag van Nederland   | Marijn Sterk             | FC Volendam          | transfervrij | 2014     |                                                                |
| Vlag van Nederland   | Johnny de Vries          | sc Heerenveen        | gehuurd      | 2012     | opnieuw gehuurd, per 20 november 2011 terug naar sc Heerenveen |
| Vlag van Nederland   | Randy Wolters            | FC Utrecht           | transfervrij | 2012     | was gehuurd                                                    |
| Vlag van Nederland   | Harm Zeinstra            | sc Heerenveen        | gehuurd      | 2012     | opnieuw gehuurd                                                |

Tussentijds en winter
|                    | Naam               | Vorige club     | Transfersom  | Contract | Bijzonderheden                         |
| ------------------ | ------------------ | --------------- | ------------ | -------- | -------------------------------------- |
| Vlag van Duitsland | Mehmet Boztepe     | Eskisehirspor   | transfervrij | 2012     | optie tot 2013                         |
| Vlag van Nederland | Arsenio Halfhuid   | HBS-Craeyenhout | transfervrij | 2012     |                                        |
| Vlag van Nederland | Enzo Huntink       | sc Heerenveen   | gehuurd      | 2012     | opnieuw gehuurd (per 13 december 2011) |
| Vlag van Nederland | Renaldo Jongebloet | FC Dordrecht    | gehuurd      | 2012     |                                        |
| Vlag van Nederland | Ismail Oruc        | geen club       | transfervrij | 2012     |                                        |

#### Vertrokken
Zomer
|                                           | Naam             | Nieuwe club       | Transfersom  | Bijzonderheden                |
| ----------------------------------------- | ---------------- | ----------------- | ------------ | ----------------------------- |
| Vlag van Nederland                        | Pelé van Anholt  | sc Heerenveen     | n.v.t.       | was gehuurd                   |
| Vlag van Nederland                        | Diederik Bangma  | WKE               | n.v.t.       | was gehuurd van sc Heerenveen |
| Vlag van Nederland                        | Tjaronn Chery    | ADO Den Haag      | € 175.000    | percentage bij doorverkoop    |
| Vlag van Nederland                        | Hans Denissen    | Willem II         | transfervrij |                               |
| Vlag van Brazilië                         | Leonardo         | BVCB              | transfervrij |                               |
| Vlag van Zwitserland                      | Miloš Malenović  | onbekend          | transfervrij | was verhuurd aan BV Veendam   |
| Vlag van Oostenrijk                       | Radovan Mitrović | FC Utrecht        | n.v.t.       | was gehuurd van sc Heerenveen |
| Vlag van Nederland                        | Randy Rustenberg | Pattaya United FC | transfervrij | was even eerder aangetrokken  |
| Vlag van Afghanistan                      | Qays Shayesteh   | VV Glanerbrug     | transfervrij |                               |
| Vlag van Nederland                        | Richard Stolte   | Fortuna Sittard   | n.v.t.       | was gehuurd van sc Heerenveen |
| Vlag van Nederland                        | Erik van der Ven | De Treffers       | transfervrij |                               |
| Vlag van Nederland                        | Guus de Vries    | WKE               | transfervrij |                               |
| Vlag van Nederlandse Antillen (1986-2010) | Angelo Zimmerman | WKE               | transfervrij |                               |

Tussentijds en winter
|                    | Naam            | Nieuwe club   | Transfersom | Bijzonderheden                                             |
| ------------------ | --------------- | ------------- | ----------- | ---------------------------------------------------------- |
| Vlag van Nederland | Ruud ter Heide  | FC Zwolle     | verhuurd    | per 9 januari 2012                                         |
| Vlag van Nederland | Harmen Kuperus  | gestopt       | n.v.t.      | per 8 januari 2012                                         |
| Vlag van Nederland | Johnny de Vries | sc Heerenveen | n.v.t.      | was gehuurd, per 20 november 2011 terug naar sc Heerenveen |